# Armoriale dei comuni della provincia di Terni

Stemma della Provincia di Terni

Questa pagina contiene le armi (stemmi e blasonature) dei comuni della provincia di Terni.
| Stemma                                      | Comune e blasonatura | Gonfalone e bandiera |
| ------------------------------------------- | --- | -------------------- |
|                                             | Acquasparta |                      |
|                                             | Allerona Gonfalone: drappo partito di azzurro e di rosso… |                      |
|                                             | Alviano Gonfalone: Drappo di azzurro… D.P.C.M. del 3 giugno 1986 |                      |
|                                             | Amelia Di azzurro, alla banda di argento, caricata dalle lettere maiuscole romane A P C A, di nero, poste in sbarra, e alternate da tre punti lapidari, posti a mezza altezza, dello stesso. Ornamenti esteriori da Città. Gonfalone: drappo di bianco con la bordatura di azzurro… D.P.R. del 21 gennaio 2009 Stemma precedente: d'azzurro, alla banda d'argento caricato delle quattro iniziali in nero: A.P.C.A. D.C.G. del 18 febbraio 1934 | Gonfalone storico    |
|                                             | Arrone |                      |
| Stemma in uso precedentemente               | Attigliano Gonfalone: drappo di bianco… |                      |
|                                             | Avigliano Umbro D'azzurro, troncato da una fascia in divisa di argento, il primo ad una torre di rosso murata di nero, merlata di quattro alla guelfa, aperta e finestrata di due del campo; il secondo ad un monte di verde di cinque vette, la centrale più elevata. Ornamenti esteriori di Comune. D.P.R. del 28 ottobre 1982 Gonfalone: Drappo partito di rosso e di verde… |                      |
|                                             | Baschi Sfondo rosso rappresentante un fontanile con due pesci, sormontato da un'immagine raffigurante la parte superiore di una torre. |                      |
| Stemma secondo il decreto di riconoscimento | Calvi dell'Umbria D'argento, alle tre fiamme di rosso poste due, una. Corona comitale (blasone come da D.C.G. del 15 novembre 1935: di verde, a tre fiamme al naturale, disposte due in fascia e una in punta. Scudo a forma sannitica. Ornamenti esteriori da Comune.) Gonfalone: drappo partito di rosso e di bianco… |                      |
|                                             | Castel Giorgio Stemma raffigurante una spiga di grano sorgente dalla campagna e dominante tre cime in banda sullo sfondo. D.P.R. del 19 maggio 1950 Gonfalone: drappo interzato in palo di bianco, di giallo e d'azzurro… |                      |
|                                             | Castel Viscardo Gonfalone: Drappo di rosso… |                      |
|                                             | Fabro Gonfalone: Drappo di rosso… |                      |
|                                             | Ferentillo R.D. del 10 marzo 1940 |                      |
| Versione con gli ornamenti da Comune        | Ficulle Gonfalone: drappo di rosso e di giallo… |                      |
|                                             | Giove D'azzurro alla rovere sradicata d'oro con sei rami decussati e sfogliati dello stesso, con sovrastante corona argentata merlata, richiamante una torre. Gonfalone: drappo partito di giallo e di azzurro… |                      |
|                                             | Guardea |                      |
|                                             | Lugnano in Teverina |                      |
|                                             | Montecastrilli Di azzurro, ad un monte di tre cime di verde all'italiana, alla bordura di rosso. Ornamenti esteriori da Comune. D.P.R. del 13 febbraio 1959 Gonfalone: Drappo partito di verde e di rosso… |                      |
|                                             | Montecchio Gonfalone: drappo partito di bianco e di giallo… |                      |
| Versione con gli ornamenti da Comune        | Montefranco Troncato: al 1º d'azzurro alla stella a sei punte d'argento; al 2º d'argento ai tre monti all'italiana di verde, il centrale più alto; sul tutto alla fascia in divisa d'oro. Gonfalone: drappo di porpora… |                      |
|                                             | Montegabbione D'oro, alla gabbia di nero, formata da tre ferri orizzontali e otto verticali, i ferri verticali laterali cimati da due sferette d'argento; essa gabbia cimata dall'aquila di nero, con il volo abbassato, linguata e allumata di rosso e sostenuta dal monte all'italiana di verde, di tre colli, fondato in punta. Ornamenti esteriori da Comune. D.P.R. del 25 ottobre 1999 Gonfalone: drappo di bianco… D.P.R. del 3 febbraio 1998 |                      |
|                                             | Monteleone d'Orvieto Partito d'oro e di azzurro al leone rampante al naturale su tre monti all'italiana di verde. ornamenti esteriori da Comune. |                      |
|                                             | Narni D'argento, al grifo di rosso, linguato dello stesso. D.P.R. del 12 ottobre 1951 |                      |
|                                             | Orvieto Inquartato: nel PRIMO una croce rossa in campo d'argento; nel SECONDO un'aquila nera, coronata d'oro; nel TERZO un leone rampante, tenente una spada d'argento con la zampa destra e le chiavi di San Pietro con la sinistra; nel QUARTO un'oca avente una palla nella zampa destra. D.C.G. del 2 maggio 1929 Gonfalone: drappo partito di bianco e di rosso… R.D. dell'11 aprile 1929 |                      |
|                                             | Otricoli Di azzurro, alla effigie di San Vittore, aureolato d'oro, viso, collo, braccia, gamba di carnagione, con l'elmo e la corazza di acciaio al naturale, l'elmo ornato da piume di rosso, con il manto dello stesso sventolante a destra, con le calighe di cuoio al naturale, il Santo tenente con la mano sinistra l'asta di argento del vessillo bifido, dello stesso, sventolante a destra e caricato dalla crocetta di rosso, il Santo cavalcante il cavallo rivoltato, di baio al naturale, i finimenti di nero, la sella di verde, il cavallo con tre arti attraversanti la pianura di verde, l'arto anteriore destro alzato; il tutto accompagnato nel cantone sinistro del capo dall'ombra di sole, d'oro. Ornamenti esteriori da Comune. D.P.R. 24 novembre 2008 Gonfalone: Drappo di giallo con la bordatura di azzurro… |                      |
|                                             | Parrano |                      |
|                                             | Penna in Teverina Sbarrato d'argento e di rosso, al capo del primo, alla rosa di rosso, sostenuto dalla fascia in divisa d'oro, alla serpe sinuosa di verde; sul tutto lo scudetto d'oro, alla campagna diminuita d'azzurro, marezzata d'argento, alla penna dello stesso, posta in sbarra. Ornamenti esteriori da Comune. D.P.R. del 10 gennaio 1985 Gonfalone: drappo partito di giallo e di rosso… |                      |
| Versione con gli ornamenti da Comune        | Polino Inquartato dalla croce in divisa di rosso; nel primo reinquartato in palo di a. Aragona, b. Ungheria antica, c. Angiò, d. Gerusalemme; nel secondo partito: a. d'oro al leone d'azzurro divorante un fanciullo al naturale, b. d'azzurro al lupo d'oro rapace rivoltato divorante un fanciullo al naturale; nel 3º d'azzurro, a due fasce increspate d'argento; nel 4º d'azzurro, a due fasce d'oro sormontate dal lambello a tre pendenti di rosso; sul tutto allo scudetto di cielo, al castello d'oro, merlato alla guelfa di quattro, chiuso dello stesso e torricellato di uno, la torre finestrata di nero e merlata alla guelfa di tre, fondato sulla campagna al naturale e attraversante la catena montuosa dello stesso. Gonfalone: drappo di azzurro…                                                                  |                      |
|                                             | Porano Gonfalone: Drappo partito di giallo e di azzurro… |                      |
|                                             | San Gemini Di rosso al cavaliere vestito di ferro con cimiero di verde tenente nel braccio destro un guidone di azzurro e bianco, montato su un cavallo bianco con bardatura di azzurro corrente sulla campagna di verde. Gonfalone: Drappo di azzurro riccamente ornato e caricato dello stemma comunale sovrastato da corona turrita e con alla sinistra l'iscrizione in oro in verticale su due colonne "civitas ducalis" e sottocentrata l'iscrizione in oro: "San Gemini". |                      |
|                                             | San Venanzo |                      |
|                                             | Stroncone Partito, al primo d'azzurro, al castello, d'una torre d'angolo, la torre accostata da due chiavi d'oro, addossate (Stroncone antico); al secondo di rosso alla croce d'argento, accantonata da otto chiavi d'oro, decussate ed addossate, due per due (Stroncone moderno). R.D. del 30 giugno 1895 |                      |
|                                             | Terni Di rosso al tiro alato di verde, squamato, linguato e coronato d'oro, rampante a destra. Motto: tirvs et amnis dedervnt signa teramnis (Capo del Littorio). Ornamenti esteriori da Città. D.C.G. del 4 maggio 1936 Gonfalone: drappo di rosso… |                      |